# Herman Bianchi

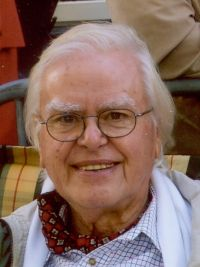
Herman Thomas Bianchi

Herman Thomas Bianchi (* 14. Dezember 1924 in Rotterdam; † 30. Dezember 2015 in Leeuwarden) war ein niederländischer Rechtswissenschaftler und Kriminologe sowie Mystiker. Er war Professor an der Freien Universität Amsterdam und zählt zusammen mit Nils Christie, Louk Hulsman und Thomas Mathiesen zu den bedeutendsten Vertretern des kriminalpolitischen Abolitionismus.
Nach seiner Pensionierung als Hochschullehrer wandte er sich der Mystik und der Lyrik zu. Seither veröffentlichte er unter dem Namen Thomas.

## Schriften
- Gerechtigheid als vrijplaats: de terugkeer van het slachtoffer in ons recht. Baarn 1965.
- Ethik des Strafens. Neuwied a. Rh.: Luchterhand, 1966.
- Alternativen zur Strafjustiz. Biblische Gerechtigkeit, Freistätten, Täter-Opfer-Ausgleich. Aus d. Niederl. von Franz J. Lukassen,  München: Kaiser, 1988, ISBN 3-459-01748-1.
- Abolitionism: towards a non-repressive approach to crime. proceedings of the Second International Conference on Prison Abolition 1985, Amsterdam: VU 1986.

## Festschrift
- À tort et à travers: liber amicorum Herman Bianchi René van Swaaningen (Hrsg.). Amsterdam: VU 1988.